# 飞艇 (轻航空器)

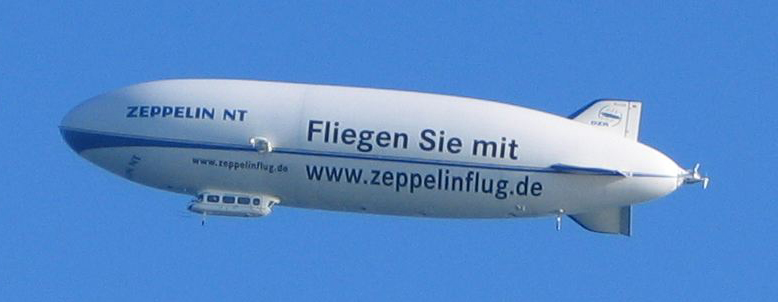
现代的齐柏林飞船

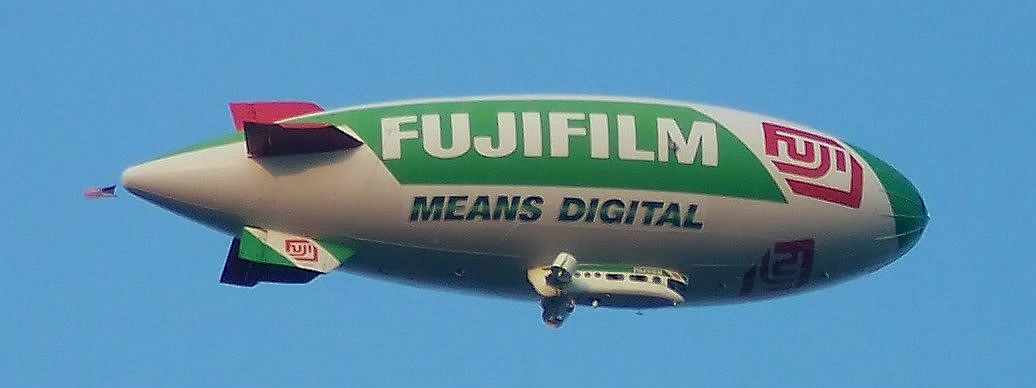
現代的飛船，附有廣告看板的功能。

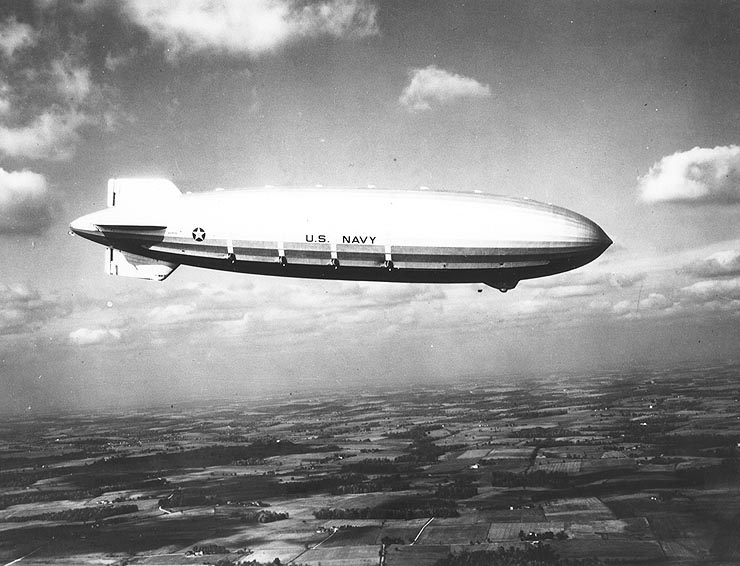
1931年11月2日，正在飛行中的美國Akron號飞艇。

飛船（英語：Airship），是一種輕於空氣的航空器，也是人类第一种可控的、可自由改變方向的飞行載具。
飛船一般具有一個巨大的氣囊和推进、操纵系统。飞艇通过向艇体气囊中充入轻于空气的气体（如氦气等）升空，用发动机带动螺旋桨推动艇身，以艇尾尾面操纵航行方向。根據其材料結構的不同，飛艇可以分為硬式飛艇、軟式飛艇和半硬式飛艇（半软式飞艇）。飞艇曾被广泛用于海上巡逻、反潜、远程轰炸和空运兵力，也曾作为一种空中民用交通工具19世纪末20世纪初风靡一时。
在更加快速的、更加穩定的“飞机”出现之後，飞艇的數量就急速減少，現在主要作为“慢速城市观光”和“空中广告牌”來发挥作用，亦有富豪階層把飛艇當作空中派對的場所使用。

## 譯名
“飛船”一詞在華人圈也可翻譯為“飛艇”，不過這個“飛艇”除了可以指代本條目的飽滿氣囊型飛天載具以外，亦可指代另兩種飛行載具，一種是支架輕盈、能夠在水面上滑動的“飛行艇”，另一種是依附於火箭、可以在宇宙中漫遊的“太空梭”。

## 结构和原理
飞艇一般由艇体、尾面、吊舱和推进装置等部分组成。其升空原理和气球相同，但可以进行有动力航行和操纵。

### 艇体
艇体内装有气囊，艇体本身一般呈流线型以减少航行时的空气阻力。软式和半软式的飞艇的艇体形状靠气囊内的气体压力维持。与气球一样，飞艇通过向气囊中充入密度小于空气的气体（如氢气和氦气）来产生静浮力，从而获得能克服自身重量的升力升空。氫氣雖然平價比較輕，但由於氫氣非常不穩定容易燃燒和爆炸，所以現代飛艇更多地使用氦氣。热气飞艇则如同热气球一般使用加热空气。

### 尾面
飞艇的尾面以安定面和操纵面组成，用来控制和保持飞艇的航向、俯仰和稳定。

### 吊舱
吊舱一般位于艇体的下方以保持稳定，通常采用骨架蒙皮式结构。除了用于人员乘坐外，还装载货物或压舱物、安装仪表和发动机等。

### 推进装置
飞艇的推進系統通常由航空發動機驅動或带有减速器的螺旋槳系統構成。

### 操纵方式
飞艇通过改变艇体内充的气体量、抛弃压舱物、利用艇体和尾面产生气动升力和改变推力或拉力来控制升降。通过尾面的操纵面或者可以转向的推进装置来控制航向。

## 飛艇的特性與優缺點
飛艇的特色是輕於空氣，所以滯空時間不受到燃料的限制，故在經濟和環保的原理上佔優，而且既輕於空氣所以不需要起飛和降落便可以開走靠港。由於飛艇浮力不太依靠動力，因此推進系統採用低功率的發動機或馬達即可，不僅成本低而且也有低噪音的優點。它也很適合跟太陽能發電結合成為相當環保的空中運輸工具。
但因為按表面積放大小於體積的原理，飛艇輕於空氣的優點，要把其造得大才明顯。而龐大的體積造成空氣阻力比飛機大得多，實際飛艇的速度比重於空氣的航空器中最慢的直升機或雙翼機還低，通常在每小時一百公里以下，即使是宣稱最快的齊柏林飛艇或現代飛艇都不超過都每小時一百四十公里。這甚至慢於現代的汽車或火車等陸上交通工具，僅比船舶快而已。在軍事方面上，這種低空間效率的載具並不符合實用價值，而且龐大的體積匿蹤效果非常糟糕，運用效益並不理想。
當然飛機成為首選運輸工具也是由於它對風的敏感程度較低，而飛艇則不然。除了在大風中的機動和靠港問題，飛艇逆風和順風飛行時間差異太大，甚至在側風時因進行無側滑飛行會使地速消耗殆盡。這些問題使得定期航班安排十分困難。

## 歷史
飛艇是第一種可操縱並具有動力的航空器。在二十世紀初至1930年代間得到了較為廣泛的應用。

### 先驅者

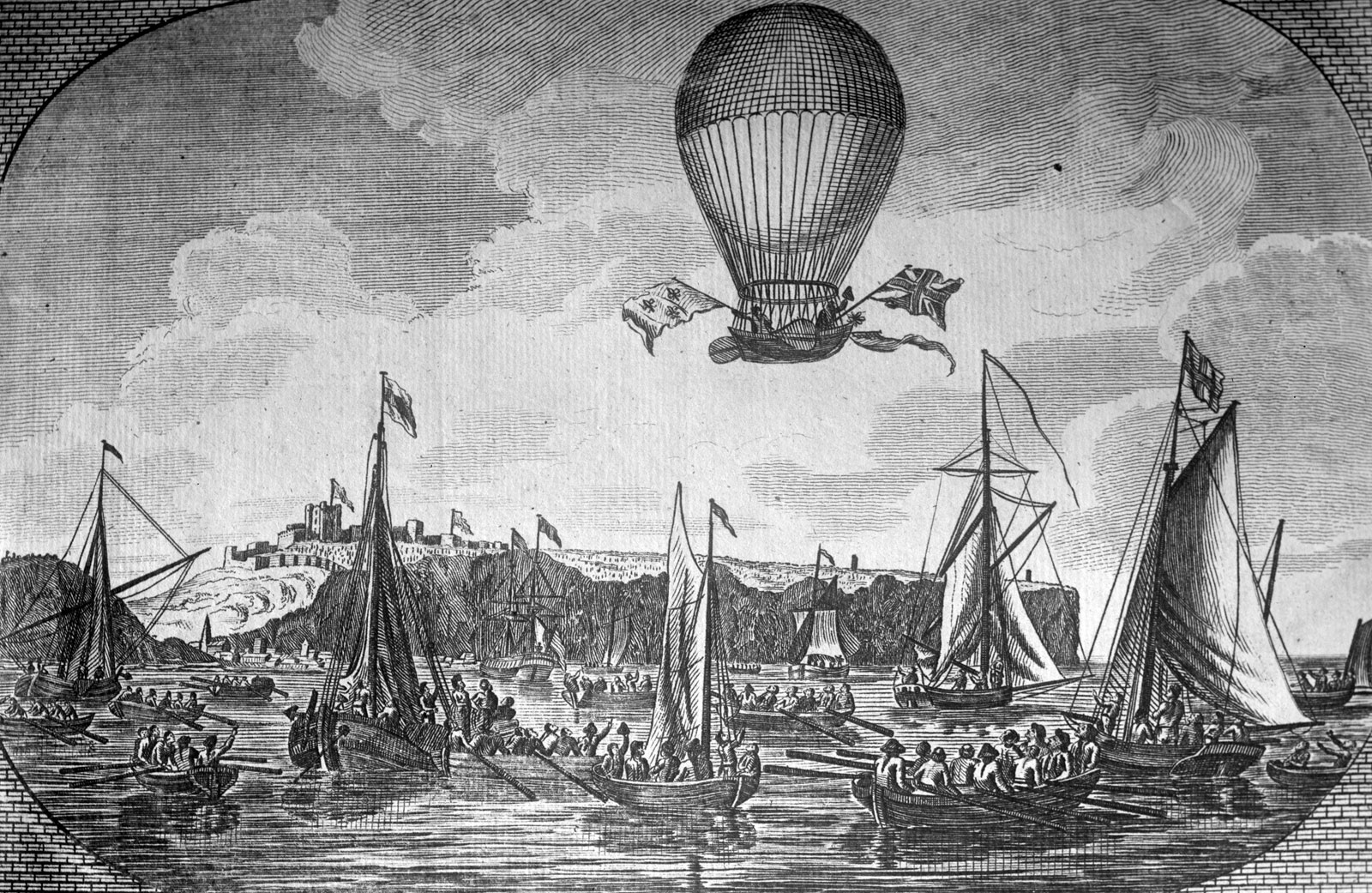
1785年Blanchard飛越英吉利海峽。

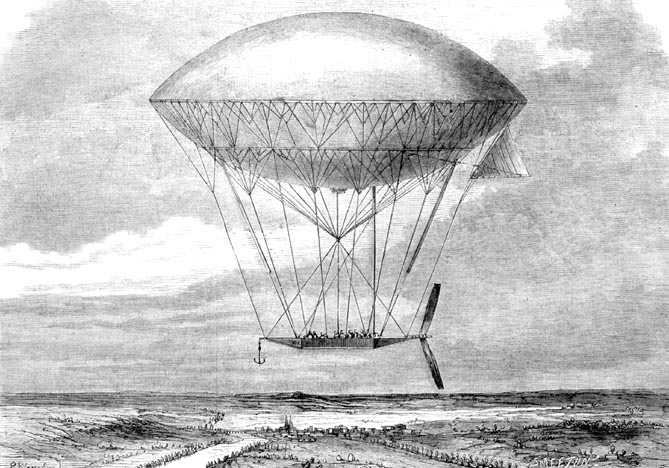
Dupuy de Lome1872年建造的可駕駛的氣球。

飛艇是第一種能夠真正飛行的航空器，具有各種各樣的設計，其飛行歷史貫穿了整個19世紀。當時建造飛艇主要是為製造相對較小更易於操縱的氣球而做出的嘗試，這些飛艇的一些設計特點經常能在後來的飛艇上發現。這些早期飛艇創造了最早的航空紀錄。
1784年，法國氣球飛行員让-皮埃尔·布朗夏尔（Jean-Pierre Blanchard）將一個手動螺旋槳安裝到了氣球上，這是第一個被記錄下來的空中搭載推進裝置的方式。1785年，他使用了以可拍動的翅膀為推進器和以鳥狀尾巴為舵的氣球飛越了英吉利海峽。
第一個做有動力飛行的人是法國的吉法爾（Henri Giffard）。1852年，他用一個蒸汽動力的飛艇飛行了27公里（17英里）。
1863年，所羅門·安德魯斯（Solomon Andrews）博士設計了第一個完全可操縱的飛艇，然而這飛艇沒有安裝發動機。
1872年，法國海軍設計師Dupuy de Lome放飛了一個巨大的可有限操縱飛行的氣球，由一個巨大的螺旋槳和八個人的力量來驅動。這個氣球建造於普法戰爭期間，是一項對用於巴黎和郊區之間通訊氣球的改進，當時巴黎處在德國軍隊的包圍之中。但這個氣球在戰爭結束後才完成。
1878年，Charles F. Ritchel用他的人力驅動單人硬式飛艇做了一次公開表演飛行，然後又繼續建造並出售了5架。
1879年，Paul Haenlein在維也納使用安裝了一台內燃機的飛艇做了繫留飛行，這是第一次使用內燃機作為航空器的動力。
1880年，Karl Wölfert和Ernst Georg August Baumgarten試圖用一架動力驅動的飛艇做自由飛行，但不幸墜毀。
1880年，塞爾維亞人Ogneslav Kostovic Stepanovic也設計並建造了一架飛艇。然而這架飛艇在飛行前毀於火災。
1883年，Gaston Tissandier做了第一次電力驅動飛行，他在飛艇上安裝了一台1.5馬力的西門子電動馬達。1884年，Charles Renard和Arthur Krebs在一個法國軍用飛艇上進行了首次可完全操縱的自由飛行。這架170英呎長、66,000立方英呎的飛艇在一台8.5馬力的電動馬達的幫助下，用23分鐘飛越了8公里（5英里）的距離。
1888年，Wölfert在Seelburg使用Daimler製造的汽油發動機驅動飛艇進行了飛行。
1896年，克羅地亞工程師David Schwarz製造的一架硬式飛艇在柏林的Tempelhof機場做了首次飛行。Schwarz去世後，他的妻子Melanie Schwarz得到了齊柏林（Ferdinand von Zeppelin）伯爵為該飛艇的資料支付的15,000馬克。
1899年，华侨谢缵泰在香港设计完成了“中国号”电动飞艇，备有详细设计图纸资料，是中国最早的飞艇设计。
1901年，Alberto Santos-Dumont用他的六號飛艇（一個小型軟式飛艇）獲得了100,000法郎的Deutsch de la Meurthe獎金，在30分鐘內從Parc Saint Cloud飛到埃菲爾鐵塔然後再返回到出發點。許多發明者為Santos Dumont的小飛艇所鼓舞，一個不折不扣的飛艇熱在世界範圍內蔓延開來。許多飛艇先驅，例如美國的Thomas Scott Baldwin，通過載客飛行和公開表演飛行來獲得活動資金。其他的如Walter Wellman與Melvin Vaniman則瞄準更高的目標，在1907年和1909年兩次嘗試極地飛行，在1910年和1912年兩次嘗試飛越大西洋。
「飛艇金色時代」的開始也以1900年7月Luftschiff Zeppelin LZ1號的起飛為標誌，它導致了這個時代最成功的一系列飛艇的誕生。這些齊柏林飛艇是按照齊柏林伯爵的名字命名的。齊柏林伯爵在十九世紀九十年代開始試驗硬式飛艇設計，獲得了一些專利，以及LZ1（1900）和LZ2（1906）。第一次世界大戰初期，齊柏林飛艇已經有了圓柱形鋁合金骨架和布蒙皮覆蓋的機殼，在機殼內有一些獨立的氣室。有多個平板式尾鰭用於操縱和保持穩定，兩台發動機和機組艙懸掛在機殼下面通過長驅動軸驅動安裝在機身兩側的螺旋槳。另外還有一個客艙（後來的炸彈艙）位於兩個機組艙中間。

### 第一次世界大戰

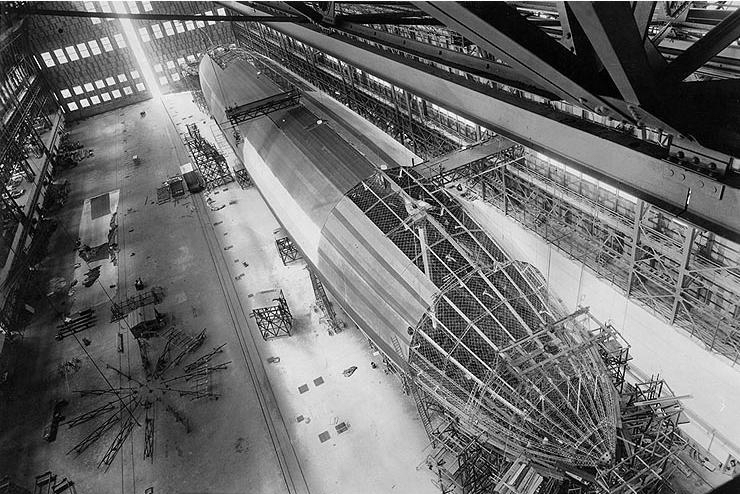
建造中的USS Shenandoah (ZR-1)，1923年

將飛艇用作炸彈載具的前景在飛艇能夠勝任這項任務之前，就已經在歐洲得到了很好的認識。H. G. Wells在The War in the Air（1908）一書中就描寫了整個艦隊和城市被摧毀的景象。一些不太知名的英國作家還在作品中宣稱飛艇已經永遠地改變了世界事務的面貌。1912年3月5日，意大利軍隊首次將飛艇用於軍事目的，偵察位於土耳其軍隊防線後方的的黎波里西部地區。第一次世界大戰標誌著飛艇作為武器真正地首次亮相。
齊柏林伯爵和其他德國軍界人士都認為他們已經發現了可用來對抗英國海軍的優勢和打擊英國本土的理想武器。更多比較實際的飛艇擁護者認為齊柏林飛艇對海軍來說是非常有價值的遠距離偵察和攻擊工具。1914年底開始的攻擊在1915年達到了第一個高峰，1917年後停止。實戰證明，齊柏林飛艇是可怕的但並不精確的武器。即使在最好的條件下，航行、目標選擇和投彈瞄準仍很困難。由於在執行任務時經常遭遇黑夜、高高度和雲，這進一步降低了它們的精度。整個戰爭過程中，齊柏林飛艇造成的物質破壞是微不足道的，導致的陣亡人數總計至多幾百人。同時還證明，飛艇容易受到其他航空器和防空炮火的攻擊，特別是那些配備了燃燒彈的。有幾架被英國的防衛部隊擊落並起火，其他的則墜毀在航路上。回想起來，那些海軍偵察角色的擁護者們是對的，從士氣、人員和物資的角度來說，向陸地上投擲炸彈的作戰損失慘重。許多德國飛艇先驅勇敢但又毫無價值地在執行這些宣傳任務時陣亡。而且他們的行動還引起了英國皇家海軍航空兵的注意，導致生產廠房被炸。

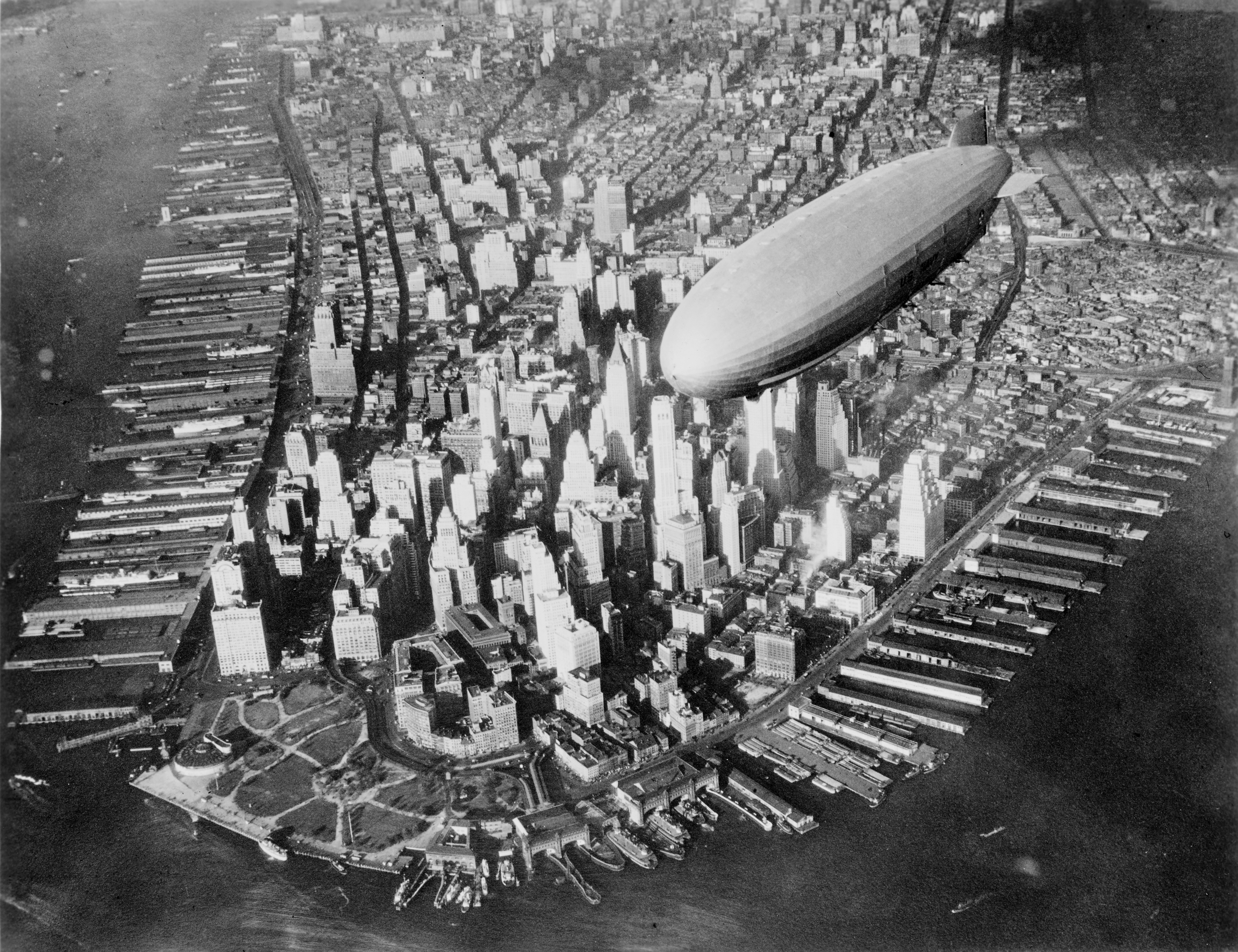
USS Akron飛越曼哈頓上空，1932年前後

同時，英國皇家海軍也認識到在沿海水域使用小型飛艇對抗潛艇威脅的必要性，並於1915年2月開始部署SS（海上偵察）級軟式小型飛艇。它們都有一個6萬到7萬立方英呎的氣囊，並且首次使用了帶有拋光的機翼和尾翼的標準單發飛機（BE2C，Maurice Farman，Armstrong FK）。最終，更多帶有特殊設計吊艙的高級軟式小型飛艇得以發展，其中包括C（海岸）、C*（海岸之星）、NS（北海）、SSP（海洋偵察者）、SSZ（海洋偵察零）、SSE（海洋偵察試驗）和SST（海洋偵察雙子）級。在解決了早期的一些問題之後，NS級成為當時英國使用的最大最好的飛艇。這些飛艇具有36萬立方英呎的氣囊，10名機組成員，24小時的續航時間。可裝載6個230磅的炸彈，以及3到5挺機槍。英國的飛艇被用於偵察、排雷和反潛任務。戰爭期間，英國人建造了超過225架非硬式飛艇，其中有幾架賣給了俄羅斯、法國、美國和意大利。然後英國從意大利購買了一架M型半硬式飛艇，但一直推遲到1918年才交付使用。8架硬式飛艇在停戰時才建造完畢，儘管更多的幾個在戰爭末期完成的。大量訓練有素的機組人員、低損耗率和操縱技術方面不斷的試驗意味著在戰爭末期，英國已經成為世界上非硬式飛艇技術的領先者。
一戰末期，飛機已經從根本上取代了飛艇作為轟炸機的地位。而德國剩餘的齊柏林飛艇被或其機組人員破壞、或廢棄或送交給盟軍作為戰利品。

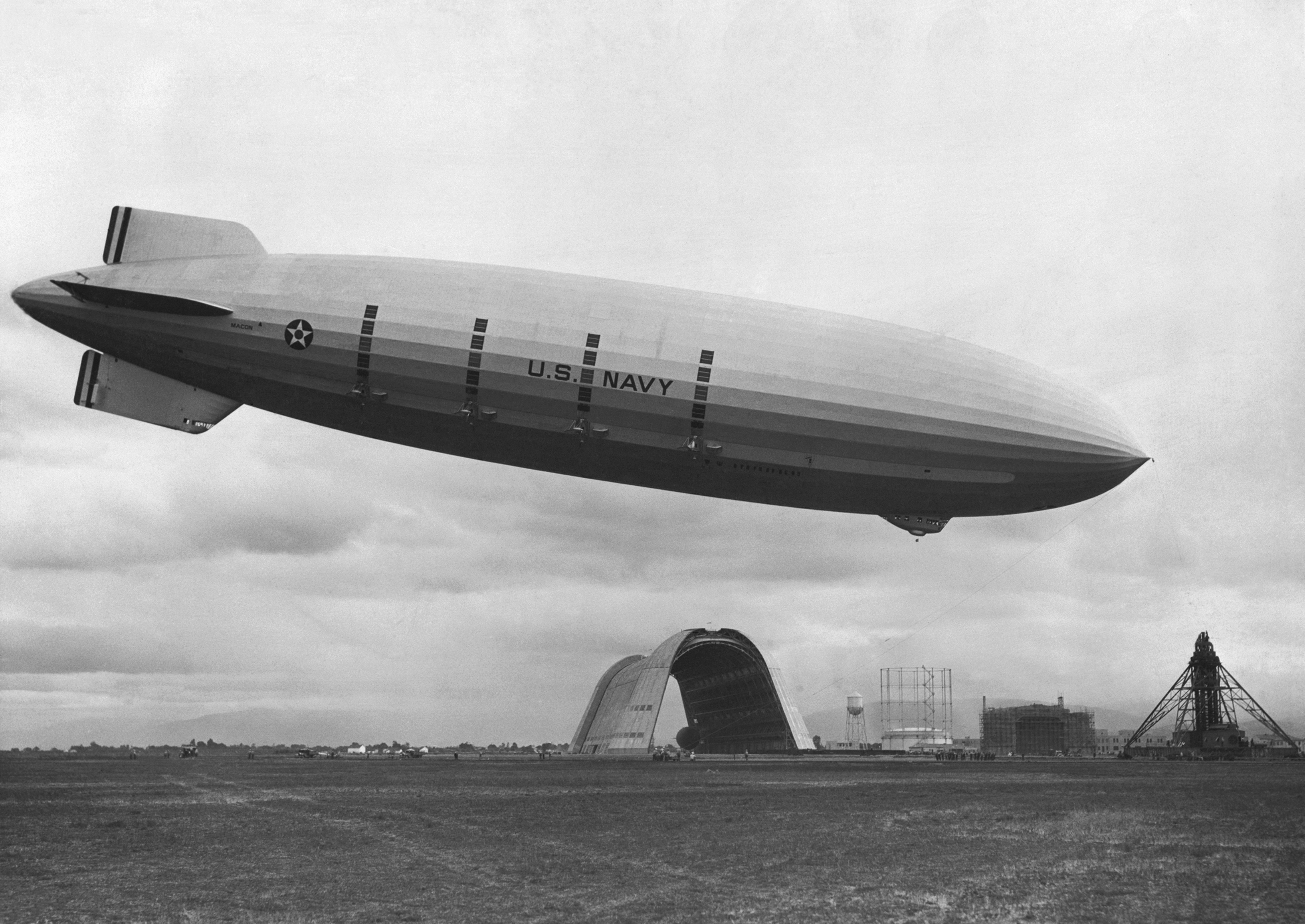
美國海軍齊柏林飛艇ZRS-5 "USS Macon"飛越Moffett機場，1933年

### 兩戰間歇期間
使用齊柏林式方法製造的飛艇有時也被稱為齊柏林飛艇，即使它們和齊柏林沒有直接聯繫。這類飛艇有幾個是二十世紀二三十年代在美國和英國製造的，基本是根據第一次世界大戰期間墜毀或俘獲的德國飛艇的齊柏林原始設計來仿製的。
例如，英國R33和R34就是與德國L-33幾乎一模一樣的複製品。L-33於1916年9月24日墜毀於約克郡，但事實上完好無損。儘管在它們在1919年首飛時幾乎已經過時了三年，但這兩個姊妹艇卻是在英國服役的最成功的飛艇。1919年7月2日，R34開始了第一次航空器雙向橫跨大西洋的活動。在經過108小時的空中飛行後，於1919年7月6日著陸在美國長島的Mineola。由於繫留在野外的緣故，回程跨越7月8日開始，花了75小時。英國領導人開始考慮用飛艇來連接其廣佈的殖民地，但是不幸的是戰後經濟條件導致大多數飛艇被廢棄，並且訓練有素的人員也被遣散。直到R-100和R-101於1929年開始建造，這個情況才有所改變。
另一個例子是1923年首飛的美製第一架硬式飛艇謝南多厄，此時洛杉磯號也正在建造中。這架飛艇於8月20日在新澤西州Lakehurst命名，並第一次使用惰性氣體氦進行充氣。這種氣體在當時是非常稀有的，謝南多厄號將世界上儲備的大部分氦氣都給填充了進去。所以當洛杉磯號交付使用時，它最初填充的是從謝南多厄號借來的氦氣。
洛杉磯號的成功鼓舞美國海軍投資建造更大的飛艇。此時，德國正在建造齊柏林伯爵號，計劃成為第一艘新級別的載客飛艇。有趣的是，齊柏林伯爵使用未加壓的純淨水煤氣（類似於丙烷）作為燃料。由於水煤氣的密度與空氣接近，所以這種飛艇可以避免因使用燃料造成的重量變化。
最初，飛艇獲得了巨大成功，並創造了令人印象深刻的安全記錄。例如，齊柏林伯爵飛行超過一百萬英里（包括第一次環球飛行）沒有乘客傷亡。飛艇機隊的壯大和飛艇設計者不斷增長的自信逐漸使飛艇方向受到了徹底的限制，而且初期的成功也被一系列硬式飛艇事故所取代。
飛艇發展的「災變說」將責任很大程度上歸因於二十世紀二三十年代的那個喜歡使用聳人聽聞手法的新聞界，它忽略了象齊柏林伯爵、R100和洛杉磯號那樣成功的飛艇。最嚴重的那些災難——R-101、艇謝南多厄、USS Akron 和興登堡號都在一定程度上是在飛艇建造和飛行程序中政治干預的結果。

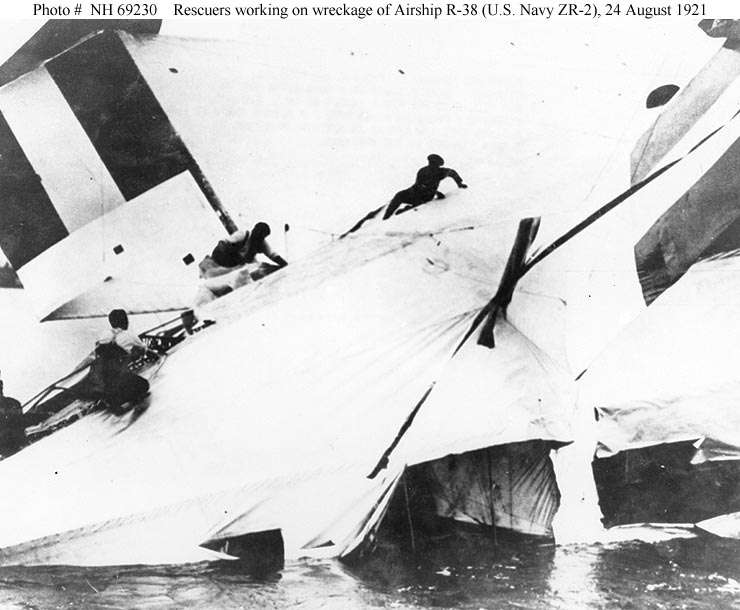
救援人員爬過英國R-38/USN ZR-2飛艇的殘骸，1921年8月24日

美國海軍曾考慮將飛艇用作「飛行的航空器母艦」。在有寬闊的海洋保護其國家的情況下，設想飛艇編隊能夠迅速跨越海洋和國家運送戰鬥機編隊去打擊正在靠近的敵人。然而，這是一個很激進的理念，並且在海軍的傳統管理層中可能不會獲得太多的支持。可是他們的確建造了USS Akron和USS Macon去驗證這一理念。
每個飛艇在其內部載有四架F9C戰鬥機，並在所謂的「著陸機庫」中載有第五架。或許由於脆弱的飛艇很容易被意外損毀，最終決定不再進一步追隨這個理念。
洛杉磯號(ZR-3)成功飛行了8年，但最終美國海軍因事故失去了其全部三架美製硬式飛艇。謝南多厄(ZR-1)於1925年9月3日在一次計劃欠周的宣傳飛行中，在俄亥俄州諾布爾縣縣上空進入嚴重的雷暴區後解體，14名機組成員喪生。USS Akron (ZRS-4)於1933年4月3日新澤西附近海面上空，進入了微下擊暴流，導致墜毀在海上。由於USS Akron (ZRS-4)上沒有救生筏和救生衣，76名機組成員中有73名因溺水或體溫過低而喪生。USS Macon (ZRS-5)於1935年2月12日在加利福尼亞Point Sur附近海面上，其上鰭結構失效導致解體。83名機組成員中僅有2名在墜毀中喪生。這要歸功於在Akron號災難後，這架飛艇上裝備了救生衣和充氣筏。
英國在1930年10月5日也經歷了自己的飛艇災難。當時R-101，一架在那個時代相當先進的飛艇，在還沒有準備好時就匆忙完工並飛往印度，中途墜毀在法國，54名機上人員中48人喪生。因為關於墜毀的不利宣傳，空軍部於1930年停飛了R100，1931年將其當廢品賣掉；儘管這架擁有不同設計的R100已經成功完成了橫跨大西洋的處女航。

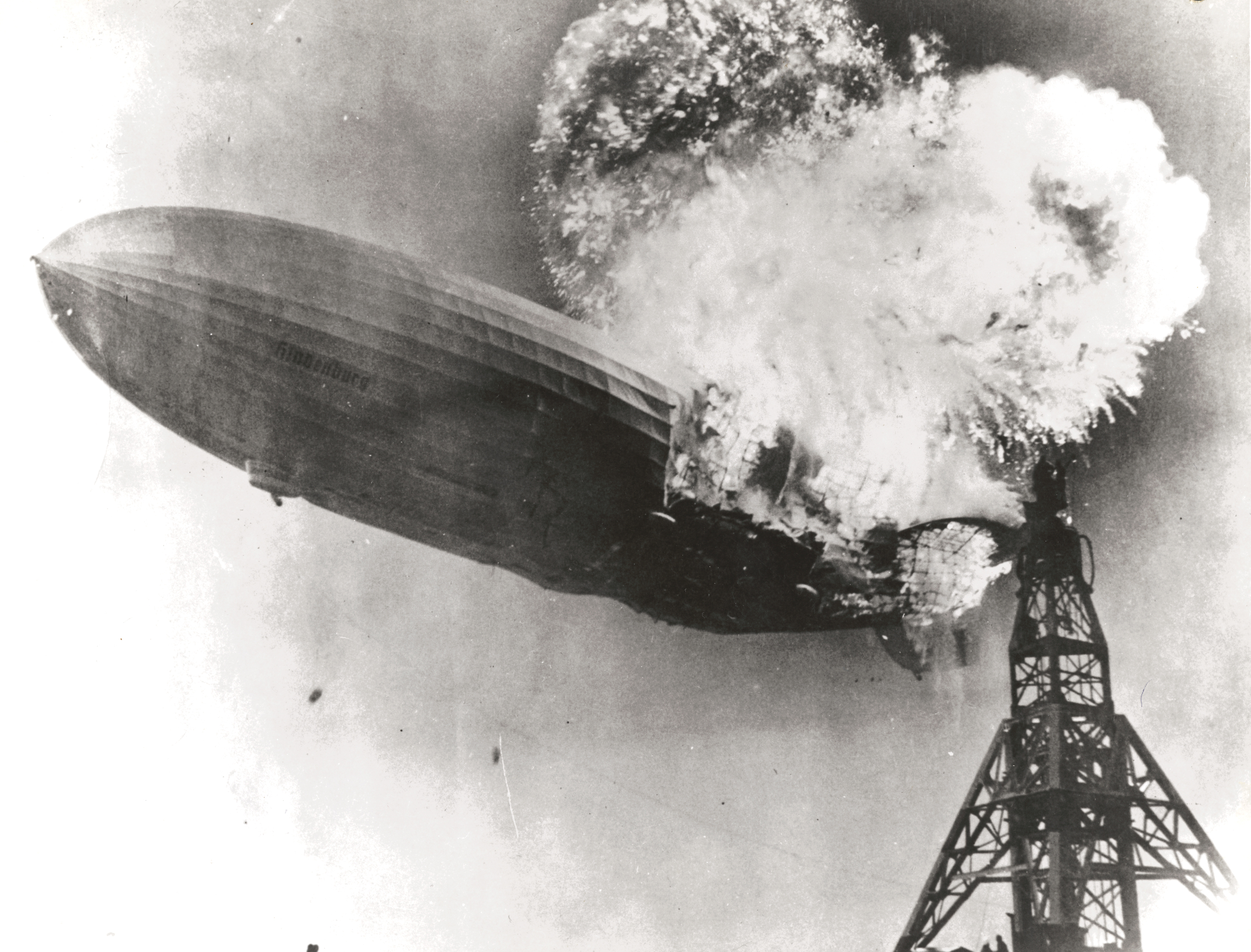
興登堡號—失火後的瞬間，1937年5月6日

然而，最引人注目和廣為銘記的飛艇事故是1937年5月6日的興登堡號火災，結果導致公眾對飛艇的信任徹底消失，轉而喜歡更快、成本效率更好的飛機（儘管能量效率較差）。當時艇上97人中36人喪生：13名乘客、22名機組成員和1名美國地勤人員。

### 第二次世界大戰
當德國決定在即將到來的戰爭中不再將飛艇用於軍事目的並集中精力發展飛機時，美國仍繼續進行一個軍用飛艇建造項目，儘管它並沒有一個明確的關於飛艇使用的軍用條例。日本襲擊珍珠港（1941年12月7日）並將美國拖進二戰時，美國共有10架非硬式飛艇，其中包括：
- 4架K級: K-2、K-3、K-4和K-5，1938年開始設計，用於偵察目的。
- 3架L級: L-1、L-2和L-3，用作小型訓練飛艇，1938年起開始製造。
- 1架G級建於1936年，用於訓練目的。
- 2架TC級是為陸軍設計的老式偵察用飛艇，生產於1933年。1938年，美國海軍從陸軍那裡得到了這些飛艇。

只有K級和TC級飛艇能用於戰鬥，並且很快它們就被用於打擊日本和德國的潛艇，當時那些潛艇在美國沿海目視範圍內襲擊運輸船隊。美國海軍指揮官想起第一次世界大戰時飛艇反潛的成功，於是立即要求配備新的現代化反潛飛艇，並於1942年1月2日組建了ZP-12巡邏隊，基地設在Lakehurst，由4架K級飛艇組成。一個月後，又由2架TC級和2架L級飛行組建了ZP-32巡邏隊，基地在加利福尼亞森尼韋爾的美國海軍Moffet軍事基地。一個飛艇訓練基地也建在那裡。
1942至1944年間，在軍用飛艇機組訓練項目中大約有1400名飛艇駕駛員和3000名輔助機組人員受訓，並且飛艇軍事人員由430名增加到12400名。美國飛艇是由位於俄亥俄州阿克倫市的固特異工廠生產。從1942直至1945年，為美國海軍生產了154架飛艇，其中133架K級，10架L級，7架G級和4架M級。另有5架是為民用顧客生產的，序列號為L-4到L-8。
飛艇的主要任務是在美國沿海巡邏和護航。它們也用作護航指揮中心，指揮船隻的運動，並且還在進行海上搜索救援任務時使用。比較少見的任務還有空中攝影和偵察、海上佈雷和排雷、傘兵運輸和部署、貨物和人員運輸。據信，它們在執行任務時非常成功，在所有美國空中部隊中擁有最高的出勤率，達到了87％。
在戰爭期間約532艘艦隻被潛艇擊沉。然而，約89,000有飛艇護航的艦隻沒有一艘被擊沉。飛艇使用深水炸彈與潛艇作戰，偶爾也使用其他機載武器。它們能夠追逐速度較慢的潛艇並進行轟炸直至將潛艇炸燬。另外處在水下的潛艇沒有辦法發現飛艇的接近。
戰爭期間只有一架飛艇被德國潛艇擊落。1943年7月18日至19日夜間，一架來自ZP-21的K級飛艇K-74正在佛羅里達的海岸線巡邏。這架飛艇使用雷達發現了漂浮在海面上的一艘德國潛艇。K-74號飛艇實施攻擊行動，但德國潛艇率先開火。當飛過潛艇時，K-74上的深水炸彈沒有投下，並且自己受到了嚴重損壞，氣囊破損失壓，失去了一台發動機，最後在水上著陸，沒有人員喪生。早晨，機組被巡邏艇救起，但一名機組成員死於鯊魚攻擊。德國潛艇U-134已損壞但不嚴重。第二天又遭到飛機攻擊，連續的損壞迫使它不得不返回基地。最終這艘潛艇於1943年8月24日，在西班牙維戈附近被英國飛機擊沉。
一些美國飛艇參加了歐洲的戰鬥。ZP-14分隊自1944年6月起在地中海區域執行任務，徹底封鎖了直布羅陀海峽，使得軸心國潛艇無法通過。ZP-12分隊的飛艇於1945年5月6日參加了在德國投降之前的擊沉最後一艘潛艇U-881的行動。此役還擊沉了驅逐艦Atherton和Mobery。
前蘇聯在戰爭期間使用了一艘飛艇。該艇W-12建於1939年，1942年服役用於傘兵訓練和裝備運輸。到1945年共飛行1432次，運送了300噸貨物。1945年2月1日，前蘇聯建造了第二架飛艇（「成功」級），用於掃雷和黑海的殘骸清理工作，後於1947年1月21日墜毀。另一架W級飛艇W-12「愛國者」於1947年服役，主要用於機組訓練、閱兵和宣傳。

### 戰後

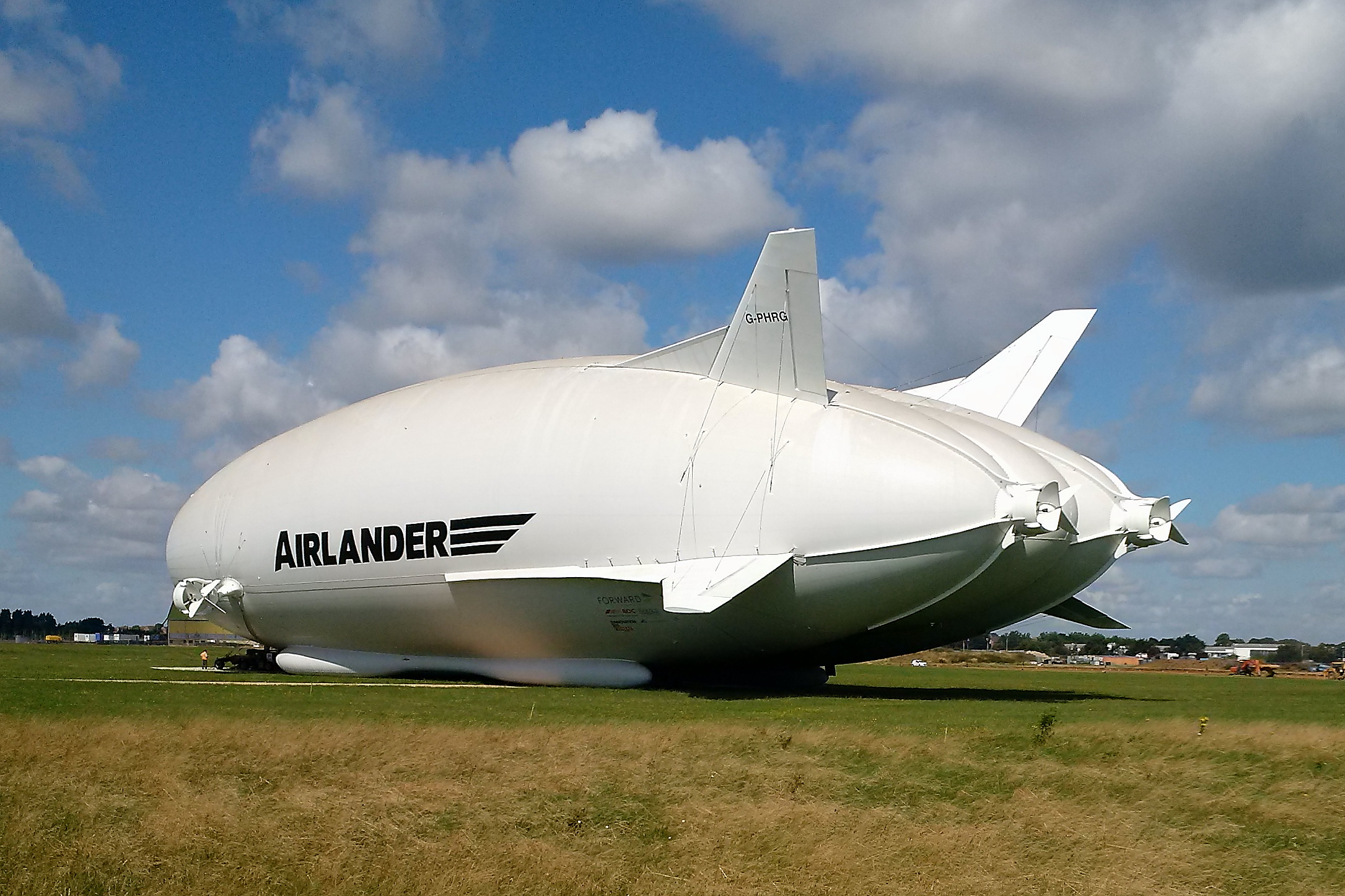
「登空者10號」飛艇。

1990年代，洛克希德·馬丁公司的死對頭诺斯洛普·格鲁门和英國混合航空器公司合作研製了HAV-3飛艇，準備參加美軍「長時間滯空多用途飛行器」的競標。但是後來美軍取消了這個項目，於是複合航空器公司從诺斯洛普·格鲁门手上買斷了HAV-3飛艇的所有權，放氣後運回英國貝德福德郡的卡丁頓空軍基地，改裝成民用飛艇，取名「登空者10號」。
中國載重60噸級的“金雕”系列飛艇是中航工業通飛所屬單位中航工業特飛所/中航通飛研究院針對航空市場需求開發的系列化產品，目前已形成了成熟的科研、生產和飛行服務體系。 該產品采用氦氣提供升空浮力，由艇體結構、壓力調節系統、飛行控制系統、動力系統組成。